# EWTN
EWTN (Eternal Word Television Network) ist der weltweit größte religiöse Fernsehsender mit Hauptsitz in Irondale bei Birmingham (Alabama) in den Vereinigten Staaten. Inhaltlich orientiert er sich am Lehramt der römisch-katholischen Kirche. Mit seinen regional unterschiedlichen Programmen erreicht EWTN mehr als 200 Millionen Haushalte in 140 Ländern. Gesendet wird auf Englisch, Spanisch, Deutsch und Französisch.

## Geschichte
Gegründet wurde der Sender am 15. August 1981 von Mutter Angelica, einer Klarisse vom Orden der Poor Clares of Perpetual Adoration, die mit dem Sender in der Garage ihres Klosters in Birmingham (Alabama) und mit einem Startkapital von 200 Dollar begann. 1992 folgte ein Kurzwellenradioprogramm und seit 1996 ein Angebot an Onlinediensten. 1999 folgten Programmableger in Südamerika und Europa. Am 4. Oktober 2009 wurde Mutter Angelica für ihre besonderen Verdienste um die katholische Kirche von Papst Benedikt XVI. mit dem Orden Pro Ecclesia et Pontifice („Für die Kirche und den Papst“) ausgezeichnet. Am Ostersonntag, 27. März 2016, starb Mutter Angelica in ihrem Kloster mit 92 Jahren.
Auf der Jahrgedächtnis-Feier zitierte Martin Rothweiler einen Ausspruch der Ordensschwester:

„‚Ein Bein auf dem Boden, ein Bein in der Luft und ein mulmiges Gefühl im Magen‘ – Das zeigt ihre ganze Übernatürlichkeit, aber auch, wie geerdet diese großartige Frau war. Wir wollen ihre Mission mit Leidenschaft weiterführen, um Menschen mit Christus in Berührung zu bringen!“

Im US-Wahlkampf 2016 konnte Donald Trump in 15 Minuten Sendezeit seine wesentlichen Ansichten zu Schwangerschaftsabbruch und gleichgeschlechtlicher Ehe darstellen, wobei er auch Barack Obama und Hillary Clinton diffamiert haben soll. Das wurde von einer deutschen Zeitung als ausschlaggebend für die Stimmabgabe der meisten US-Katholiken zu seinen Gunsten angesehen.

## Programm
Über 70 % seiner Sendungen produziert EWTN selbst; die Finanzierung erfolgt ausschließlich durch Spenden. Das Programm besteht aus christlicher Bildung und Lebenshilfe, Talksendungen, Dokumentar- und Spielfilmen, Kinder- und Jugendprogrammen, der täglichen Übertragung einer Heiligen Messe, Nachrichten (zum Beispiel The World Over oder EWTN News Nightly) und Liveübertragungen aus dem Vatikan und von den apostolischen Reisen des Papstes. Wöchentlich werden die Nachrichtenmagazine Vaticano aus Rom und EWTN News In Depth ausgestrahlt. Ebenfalls wöchentlich ausgestrahlt wird die Pro-Life-Sendung EWTN Pro-Life Weekly.

## Deutschland: EWTN katholisches TV
Martin Rothweiler ist Programmdirektor und Geschäftsführer von EWTN Deutschland. Ab Oktober 2000 wurden die deutschsprachigen Sendungen der gemeinnützigen EWTN-TV gGmbH zunächst täglich von 9 bis 13 und von 17 bis 23 Uhr ins englischsprachige EWTN Europe eingespeist. Seit dem 8. Dezember 2011 sendet EWTN katholisches TV 24 Stunden in deutscher Sprache. Täglich überträgt EWTN eine Heilige Messe aus dem Kölner Dom in Kooperation mit dem Domradio. Ebenfalls sind regelmäßige Gottesdienstübertragungen aus Stift Heiligenkreuz in Österreich, der Marienbasilika aus dem Wallfahrtsort Kevelaer, der Kapelle von Radio Horeb und aus dem Dom St. Martin in Rottenburg im Programm.

## Empfang
- Astra: EWTN in deutscher Sprache ist seit dem 8. Dezember 2011 unter der Senderkennung EWTN katholisches TV über den ASTRA-Satelliten (19,2° Ost), Frequenz 12.460 MHz (horizontal), auf Sendung. Der Sendebetrieb von EWTN Europe auf der Frequenz 11.538 MHz (vertikal) wurde eingestellt.
- Eutelsat: Seit Oktober 1999 zum Heiligen Jahr 2000, kann EWTN über den Eutelsat-Satelliten Hotbird 6 (13° Ost), Frequenz 11.585 MHz (vertikal) und über den EUTELSAT-Satelliten Eurobird 1 (28,5° Ost), Frequenz 12.523 MHz (horizontal), frei empfangen werden.
- Seit einer Programmreform im Herbst 2011 unterscheidet man zwischen EWTN UK auf den Eutelsat-Satelliten und EWTN katholisches TV auf dem ASTRA-Satelliten.
- Kabel: Einige Kabelnetzbetreiber speisen EWTN in ihr Kabelnetz ein.
- Internet: Auf der Internetseite des Senders kann das englischsprachige Hauptprogramm von EWTN online angesehen werden.[6] Das Programm in deutscher Sprache kann über die deutsche Webseite abgerufen werden.[7] EWTN erhielt von der Landesanstalt für Medien Nordrhein-Westfalen (LfM) im August 2016 die deutsche Sendelizenz; bislang wurde über eine britische Lizenz gesendet.